# Hossein Ensan
Hossein Ensan (Teheran, 22 mei 1964) is een Iraans-Duits professioneel pokerspeler. Hij won het Main Event (het $10.000 World Championship No Limit Hold'em-toernooi) van de World Series of Poker 2019 en daarmee de officieuze wereldtitel pokeren. Ensan wist het toernooi te winnen door tijdens de heads-up Dario Sammartino te verslaan. 
In 2014 wist Ensan zijn eerste grote titel te winnen tijdens de European Poker Tour. In zijn carrière heeft hij meer dan $12.600.000,- bij elkaar gewonnen in toernooien.

## WSOP bracelets
| Jaar                       | Event                                        | Prijs       |
| -------------------------- | -------------------------------------------- | ----------- |
| World Series of Poker 2019 | $10.000 No Limit Hold 'em World Championship | $10.000.000 |